# Чапек, Йозеф

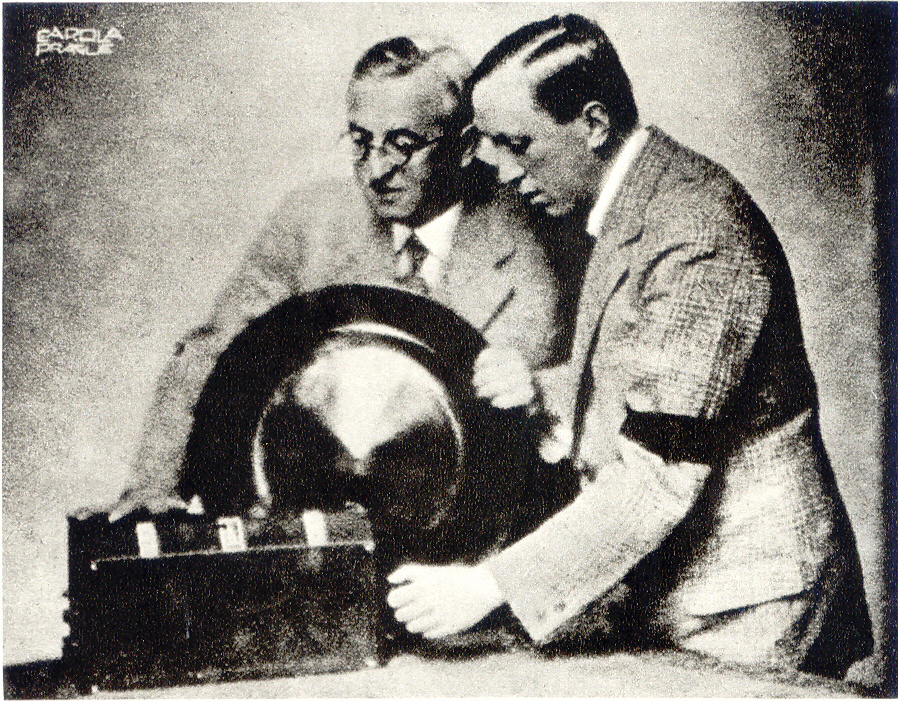
Братья Йозеф и Карел Чапеки

Йозеф (Йосеф) Чапек (чеш. Josef Čapek, 23 марта 1887 года, Гронов, Краловеградецкий край, —  между 13 и 15 апреля 1945 года, концлагерь Берген-Бельзен; объявлен умершим 30 апреля 1947) — чешский художник, график, фотограф, книжный иллюстратор, эссеист, автор термина «робот».

## Биография
Старший брат (и соавтор по ряду работ) писателя Карела Чапека, иллюстратор его произведений. Считается, что именно Йозеф придумал слово «робот» (от чеш. robota — «каторга»), а Карел ввёл его в литературу.
Родился 23 марта 1887 года в горном чешском городе Гронове. Учился в начальной и средней школах, затем два года учился в Германии, в школе ткачей. После её окончания, в 1903, в течение года он работал на заводе Úpická FM Оберлендер.
Осенью 1904 года Йозеф переехал в Прагу и поступил в Академию Художеств.
Вместе с братом Карелом провёл несколько лет в Париже. В 1910–11 жил в Париже, где сблизился с Г. Аполлинером и кубистами и посещал академию Коларосси.
В творчестве Йозефа прослеживается влияние кубизма в сочетании с элементами фольклорной стилистики. Его первая выставка состоялась в Праге в 1912 году.
В 1930-х Чапек создал ряд произведений социально-политической направленности, протестуя против войны и фашизма. После начала Второй мировой войны, 9 сентября 1939 года, Йозефа арестовали нацисты. После нескольких лет, проведённых в различных концлагерях, художник умер от тифа между 13 и 15 апреля 1945 года в концлагере Берген-Бельзен всего за несколько дней до его освобождения союзниками. 
Останки его тела так и не были найдены, поэтому судом он был объявлен умершим 30 апреля 1947 года.
Имена братьев Чапеков сейчас носят улицы в Праге и многих других городах.

## Публикации
- Lelio, 1917
- Рассказы про песика и кошечку, 1929
- Stín kapradiny, 1930, роман
- Kulhavý poutník, эссе, 1936
- Land of Many Names
- Básně z koncentračního tabora, опубликовано в 1946
- Adam Stvořitel (Adam the Creator) — с Карелом Чапеком
- Dášeňka, čili život štěněte — с Карелом Чапеком, иллюстрации Йозефа
- Ze života hmyzu 1921 — с Карелом Чапеком

## Издания на русском языке
- Начертано на тучах. Избранная проза и стихи. — М.: Художественная литература, 1986
- Приключения пёсика и кошечки. — М.: Детская литература, 1972
- Трудный день. Сказки. — М.: Детская литература, 1995
- Йозеф Чапек. Альбом.  — М.: Изобразительное искусство, 1981